# Autobahndreieck Ludwigshafen-Süd
Das Autobahndreieck Ludwigshafen-Süd (Abkürzung: AD Ludwigshafen-Süd; Kurzform: Dreieck Ludwigshafen-Süd) ist ein Autobahndreieck in Rheinland-Pfalz in der Metropolregion Rhein-Neckar. Es verbindet die Bundesautobahn 65 mit der Bundesstraße 9.

## Geografie
Das Dreieck Ludwigshafen-Süd liegt zwischen dem Ludwigshafener Stadtteil Maudach und der Gemeinde Mutterstadt. Es liegt zirka 7 km südwestlich des Stadtkerns von Ludwigshafen.

## Bauform und Ausbauzustand
Das Autobahndreieck Ludwigshafen-Süd wurde als linksgeführte Trompete angelegt. Die A 65 und die B 9 sind vierspurig ausgebaut. Die Rampen der Relation Ludwigshafen-Landau sind zweispurig, alle weiteren einspurig ausgeführt.

## Verkehrsaufkommen
| Von                      | Nach                         | Durchschnittliche tägliche Verkehrsstärke | Durchschnittliche tägliche Verkehrsstärke | Durchschnittliche tägliche Verkehrsstärke | Anteil Schwerlastverkehr | Anteil Schwerlastverkehr | Anteil Schwerlastverkehr |
| Von                      | Nach                         | 2005                                      | 2010                                      | 2015                                      | 2005                     | 2010                     | 2015                     |
| ------------------------ | ---------------------------- | ----------------------------------------- | ----------------------------------------- | ----------------------------------------- | ------------------------ | ------------------------ | ------------------------ |
| AD Ludwigshafen-Süd      | AS Mutterstadt (A 65)        | 29.600                                    | 29.300                                    | 32.000                                    | 05,0 %                   | 05,0 %                   | 5,5 %                    |
| Oggersheimer Kreuz (B 9) | AD Ludwigshafen-Süd          | 49.800                                    | 51.800                                    | 55.400                                    | 09,1 %                   | 08,5 %                   | 7,7 %                    |
| AD Ludwigshafen-Süd      | AS Mutterstadt-Zentrum (B 9) | 32.500                                    | 34.600                                    | 36.700                                    | 11,3 %                   | 10,2 %                   | 8,4 %                    |